# Celebration (The Game)
Celebration è un singolo del rapper statunitense The Game, pubblicato nel 2012 ed estratto dall'album Jesus Piece. Il brano si avvale della collaborazione di altri artisti ossia Chris Brown, Tyga, Wiz Khalifa e Lil Wayne.

## Tracce
- Download digitale

1. Celebration (featuring Chris Brown, Tyga, Wiz Khalifa & Lil Wayne) – 4:49